# ريما بيلونوفا
ريما إيفانوفنا بيلونوفا (بالإنجليزية: Rimma Ivanovna Bilunova) (بالروسية: Римма Ивановна Билунова) (من مواليد 21 آب / أغسطس 1940 - تُوفيت في 21 ديسمبر 2015) وهي لاعبة شطرنج روسية حصلت على لقب «أستاذ دولي في (الشطرنج)» في عام 1968، وهي المدير الفني للاتحاد الوطني للسيدات في اتحاد الجمهوريات الاشتراكية السوفياتية لفريق (1983-1988). كانت بطلة مرتين للنساء في جمهورية روسيا الاتحادية الاشتراكية السوفيتية (1966 و 1968) والقوات المسلحة لاتحاد الجمهوريات الاشتراكية السوفياتية (1966 و 1968).

## عائلتها
- الأب - إيفان كازمين، كان يعمل في وزارة الزراعة في اتحاد الجمهوريات الاشتراكية السوفياتية.
- الزوج - بوريس بيلونوف، مؤرخ.[4]
- الابن - دينيس.[5]

## وصلات خارجية
- Rimma I Bilunova chess games at 365chess.com
- ريما بيلونوفا على موقع مباريات الشطرنج (الإنجليزية)
- ريما بيلونوفا على موقع 365Chess.com (الإنجليزية)
- ريما بيلونوفا على موقع Chesstempo.com (الإنجليزية)
- (بالروسية) ChessPro Interview with Rimma Bilunova. ChessPro.